# Centre de recherches sur les écosystèmes d'altitude
Pour les articles homonymes, voir CREA.
Le Centre de recherches sur les écosystèmes d'altitude (CREA) est un organisme (ONG) de recherche spécialisé dans l’étude des milieux montagnards, basé à Chamonix Mont-Blanc et qui fédère des chercheurs français, suisses et italiens. Cette association à but non lucratif financée principalement par des organismes publics, se veut à la fois le théâtre d'une recherche scientifique diversifiée, mais aussi un lieu de diffusion et de partage des savoirs avec le grand public. Elle cherche notamment à explorer et comprendre l’impact du changement climatique sur la biodiversité et à partager ces connaissances. 

## Historique et présentation
Le CREA est une institution scientifique assez récente, puisqu'elle n'a été créée qu'en 1996. Depuis le début des années 2000, elle siège dans le chalet de l'Observatoire aux Plans, lieu historique construit à la fin du XIXe siècle pour avoir été le laboratoire de travail de Joseph Vallot. Astronome et alpiniste français, il fut l'un des pionniers de la recherche scientifique pluridisciplinaire dans le massif du Mont-Blanc. Milan Rastislav Štefánik, astronome slovaque, est également une personnalité de ces locaux pour avoir travaillé et codirigé l'observatoire avec Joseph Vallot au début du XXe siècle. L'observatoire fut initialement destiné au club d'astronomie de Chamonix jusqu'à la fin des années 1990 avant l'arrivée du CREA en 2002.
Les premiers travaux et publications scientifiques (jusqu'en 2004) se sont concentrés sur le Chocard à bec jaune (grande spécialité de la directrice de l'association), ainsi que sur ses cousins corvidés de la famille des Pyrrhocorax. À partir de 2006 et de la mise en place du programme Phenoclim, les travaux de recherche se sont davantage orientés sur les relations entre biodiversité montagnarde et changement climatique, grand sujet actuel de préoccupation.
Le CREA a créé un Observatoire participatif de la biodiversité de montagne et du changement climatique, accessible à tous et porté par des initiatives pionnières, dont l’Atlas du Mont-Blanc, Phénoclim et TourScience.

## Thématiques majeures de recherche
Les sciences et thématiques étudiées par l'association ont toutes pour point commun un lien direct ou indirect avec les écosystèmes d'altitude, mais sont néanmoins diverses et variées. Les principales disciplines restent toutefois la phénologie et l'écologie (faune et flore), mais d'autres sciences étudiées (comme l'ornithologie ou la climatologie par exemple) sont essentielles pour pouvoir étudier les écosystèmes. Le lien entre phénologie et changement climatique en milieu montagnard est ainsi particulièrement approfondi.
Actuellement, les plantes invasives font également l'objet d'un suivi particulier dans la vallée de Chamonix. On retrouve en effet des espèces envahissantes telles que la Renouée du Japon ou encore la Berce du Caucase, qui posent notamment des soucis de destruction de la biodiversité locale, ou encore des problèmes de santé publique pour cette dernière. Les chercheurs du CREA ont pour mission à la fois de sensibiliser le public à ce fléau, mais aussi et surtout de trouver un moyen efficace d'éradiquer ces plantes sur le long terme.

## Programmes scientifiques et pédagogiques

### Phénoclim
Le programme Phénoclim est une belle illustration du concept de science participative. Il invite en effet le grand public à mesurer l’impact du changement climatique sur la végétation en montagne. Lancé en 2004, ce programme a déjà réuni de nombreux amateurs des principaux massifs montagneux français, et vise à s'étendre au fil des années futures.
Le principe consiste tout d'abord au futur observateur de la nature à sélectionner une ou plusieurs espèces végétales présentes à la fois dans le même secteur que son lieu d'observation (dans un rayon de 500 m), mais aussi dans la liste des espèces suivies par l'association : tussilage, primevère, noisetier, lilas, sorbier, frêne, bouleau, mélèze, épicéa. Après les avoir repérées et marquées, l'observateur doit créer sa zone d'étude en décrivant le milieu naturel dans lequel figurent les espèces sélectionnées : l'altitude, la pente du terrain, l'exposition et l'environnement immédiat autour des espèces. Une fois que ces informations ont été récoltées et validées par l'équipe de recherche, l'observateur amateur va pouvoir commencer ses investigations. Celles-ci consistent à observer et à noter environ une fois par semaine, les dates des différents stades des espèces et spécimens sélectionnés. Au printemps, lors du réveil de la végétation, cela consistera à noter les dates de débourrement, floraison et feuillaison des individus. En automne, il s'agira plutôt de s'intéresser aux dates de changement de couleur et de chute des feuilles pour les arbres. Enfin plus facultativement en hiver, l'observateur peut (s'il dispose du matériel adéquat dans les normes requises), mesurer quotidiennement en début de journée l'épaisseur du manteau neigeux ainsi que la température de l'air. La dernière étape consiste à rentrer les données observées directement sur le site internet du CREA.

### Phénopiaf
Tout comme le programme Phénoclim, ce projet vise une démarche participative concernant le suivi du retour printanier de 5 espèces d'oiseaux migrateurs (Rougequeue noir, Hirondelle rustique, Hirondelle de fenêtre, Martinet noir et Coucou gris) à travers les Alpes. Lancé en 2006, son principal objectif est de déterminer si le changement climatique influe ou non sur la date de retour de ces espèces au printemps, mais aussi d'analyser les différences de réponses d'une espèce d'oiseau à l'autre. L'observateur amateur qui le souhaite peut participer à ce programme, en notant simplement au printemps la date de retour de migration des tout premiers oiseaux, ainsi que le nombre d'individus observés.

### PopDeChoc

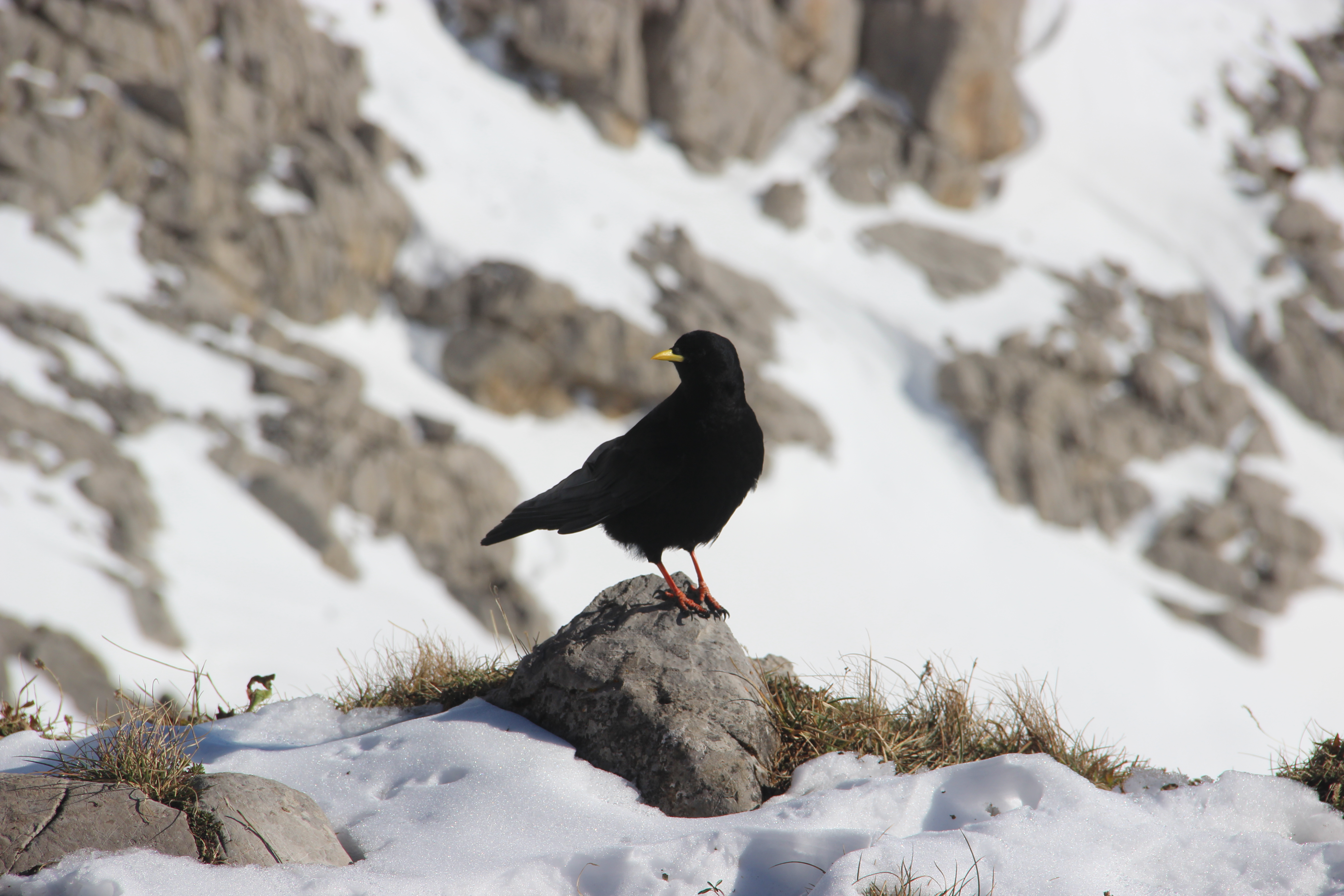
Chocard à bec jaune

À mettre directement en lien avec le programme Phénopiaf, cette étude s'intéresse plus particulièrement au Chocard à bec jaune, une espèce typique du milieu montagnard que l'on peut facilement rencontrer lors de randonnées en été ou sur les domaines skiables en hiver. Cette espèce est suivie de plus près afin de mieux comprendre pourquoi elle est aussi bien adaptée à un écosystème d'altitude. Le CREA est l'une des seules associations de recherche au monde à étudier de très près cet oiseau. L'avantage de ce programme est de pouvoir mieux expliquer les interactions entre une variété d'oiseau endémique comme celle-ci et son environnement, avant de pouvoir s'intéresser à l'éventuel impact des activités humaines sur l'animal. Le Chocard à bec jaune est suivi par le CREA depuis 1988.

### PhénoAlp
Il s'agit du programme le plus récemment lancé (en 2009). Il s'intéresse tout comme Phénoclim et Phénopiaf à l'impact du changement climatique sur les végétaux et les animaux. Les grandes différences avec ces projets sont notamment la prise en compte des interrelations entre animaux et végétaux, sa localisation spécifique sur les Alpes, mais aussi sa dimension internationale. En effet, une collaboration transfrontalière avec des partenaires italiens a été mise en place. L'idée a été de mettre en place un protocole commun sur le suivi des conséquences du changement climatique sur la phénologie des êtres vivants (dates de ponte, de reproduction, de floraison, de chute des feuilles, etc.) Ce programme s'est achevé au printemps 2012 et les résultats sont désormais disponibles.

### Phéno-climatologie

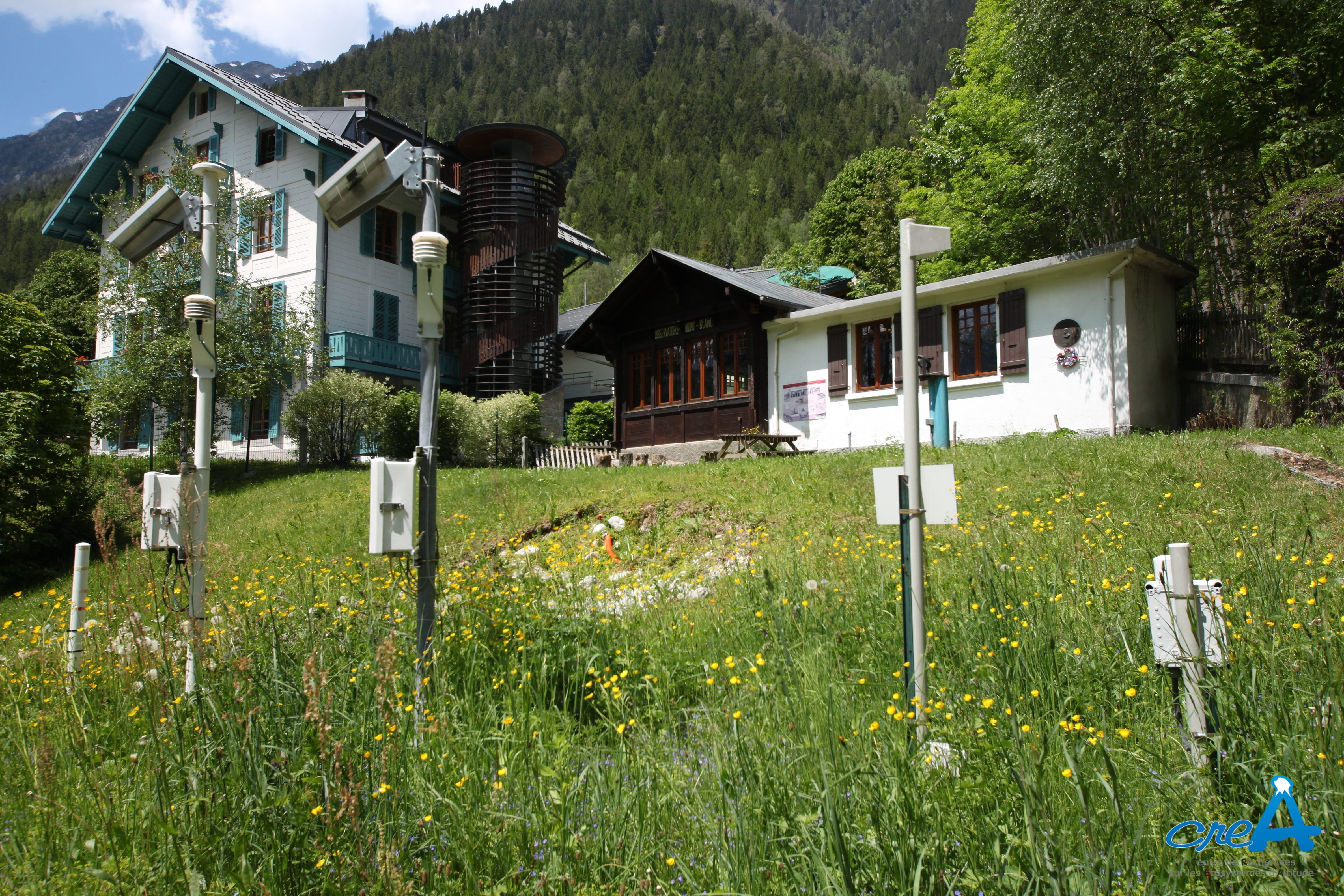
Locaux du CREA et un exemple des stations de température

Un des points communs majeurs à tous ces programmes est l'étude de la relation entre la phénologie et le changement climatique. C'est dans cette idée qu'un réseau de stations météorologiques a été installé depuis fin 2005 sur l'ensemble du massif alpin français et frontalier (Valais, Suisse et Val d'Aoste, Italie). Ces stations se composent toutes de 4 capteurs mesurant la température de l'air, placés sur un même mât mais à des hauteurs différentes du sol : 200 cm, 30 cm, 0 cm et −5 cm environ. L'intérêt d'un tel placement et de disposer de plusieurs capteurs va permettre de mesurer et de comparer à la fois les variations thermiques « classiques » et quotidiennes de l'air grâce au capteur placé à 200 cm du sol (relativement comparable aux capteurs de Météo-France), mais aussi les variations thermiques au niveau de la surface du sol et de l'horizon de surface. Ces deux capteurs vont être plus aptes à permettre l'étude des relations entre les variations du climat et les végétaux.

### Atlas scientifique du Mont-Blanc
Ce projet scientifique se caractérise à la fois par sa localisation exclusive au massif du Mont-Blanc, mais aussi par son interdisciplinarité. En effet, son but est de regrouper toutes les études scientifiques, toutes disciplines confondues (glaciologie, climatologie, géologie, écologie, etc.) qui ont été menées dans le massif. Cela permettra une réunification des savoirs scientifiques de la région, mais aussi une meilleure visibilité et communication pour les chercheurs ou les personnes qui s'y intéressent. Un site internet est consacré à cet atlas.

### CLIMB
Ce programme collecte automatiquement des données (en 2017 de 60 stations automatiques de mesure des températures dans tout l’arc alpin) pour ensuite les restituer aux chercheurs, mais aussi aux territoires et au public afin de mieux suivre le changement climatique local (température et enneigement) et ses effets sur la faune, la flore et les écosystèmes (partenariat avec Orange).

## Communication
Le CREA est une association dont la particularité est la communication autour de ses activités auprès du grand public, ou même des représentants et des élus. Des réunions ou des journées sont en effet régulièrement organisées pour sensibiliser la population (y compris les plus jeunes) au changement climatique et à la biodiversité en montagne, mais aussi par exemple aux dangers potentiels que représentent les plantes invasives.

### Publications scientifiques
Le CREA compte à son actif 40 articles scientifiques, qui ont été pour certains publiés dans des revues internationales entre 1988 et 2020.

### Médias
En 2011-2012, le CREA a été choisi pour être l'un des partenaires de la chaîne Arte pour la réalisation d'un documentaire de 52 minutes : Printemps sous surveillance: quand les scientifiques décryptent la nature  réalisé par François-Xavier Vives. L'association a également contribué pour le même partenariat à un focus sur la feuillaison du noisetier sur les hauteurs de Chamonix-Mont-Blanc.

### Rencontres et séminaires

#### Les Rendez-vous du CREA

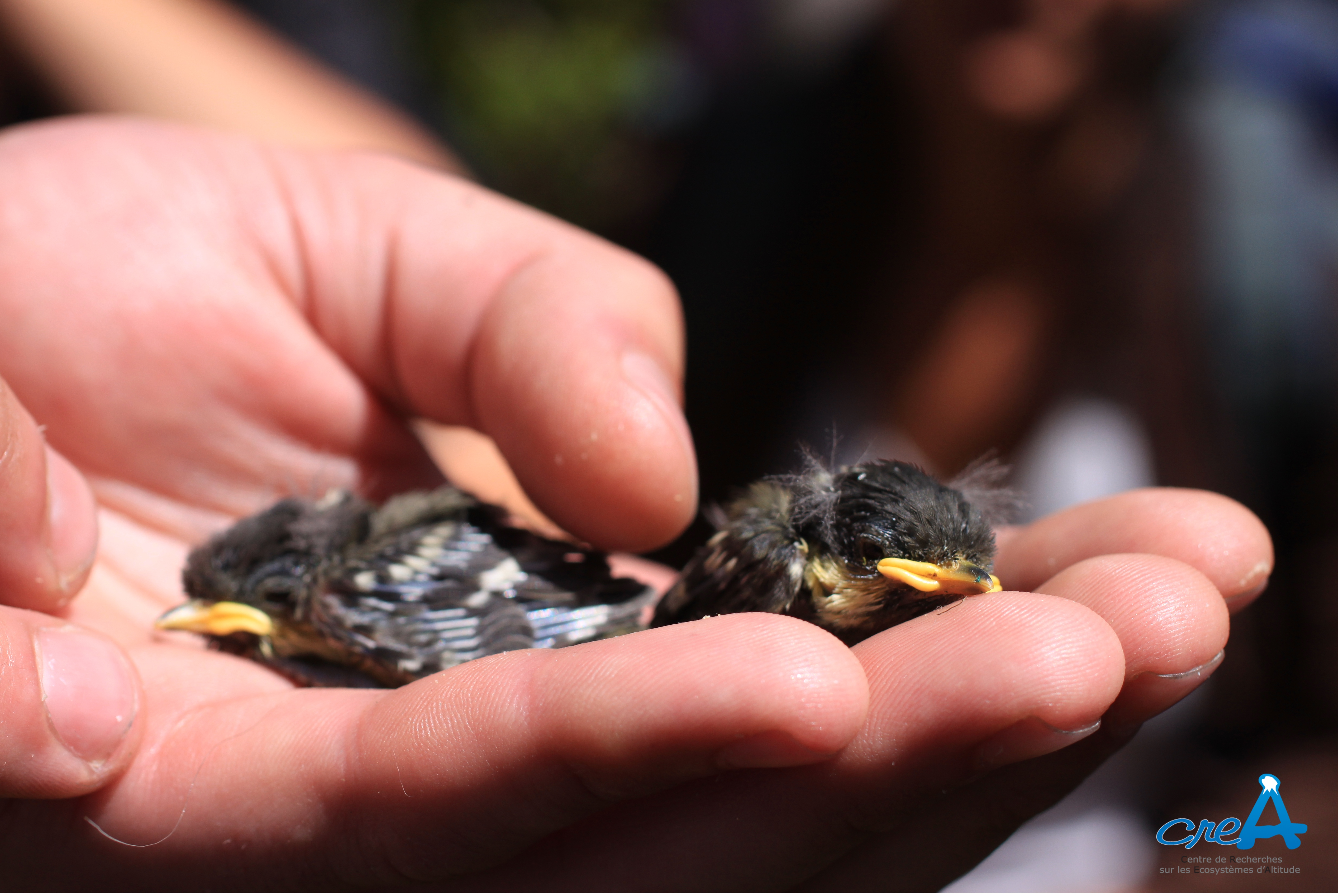
Suivi de la croissance de la Mésange noire

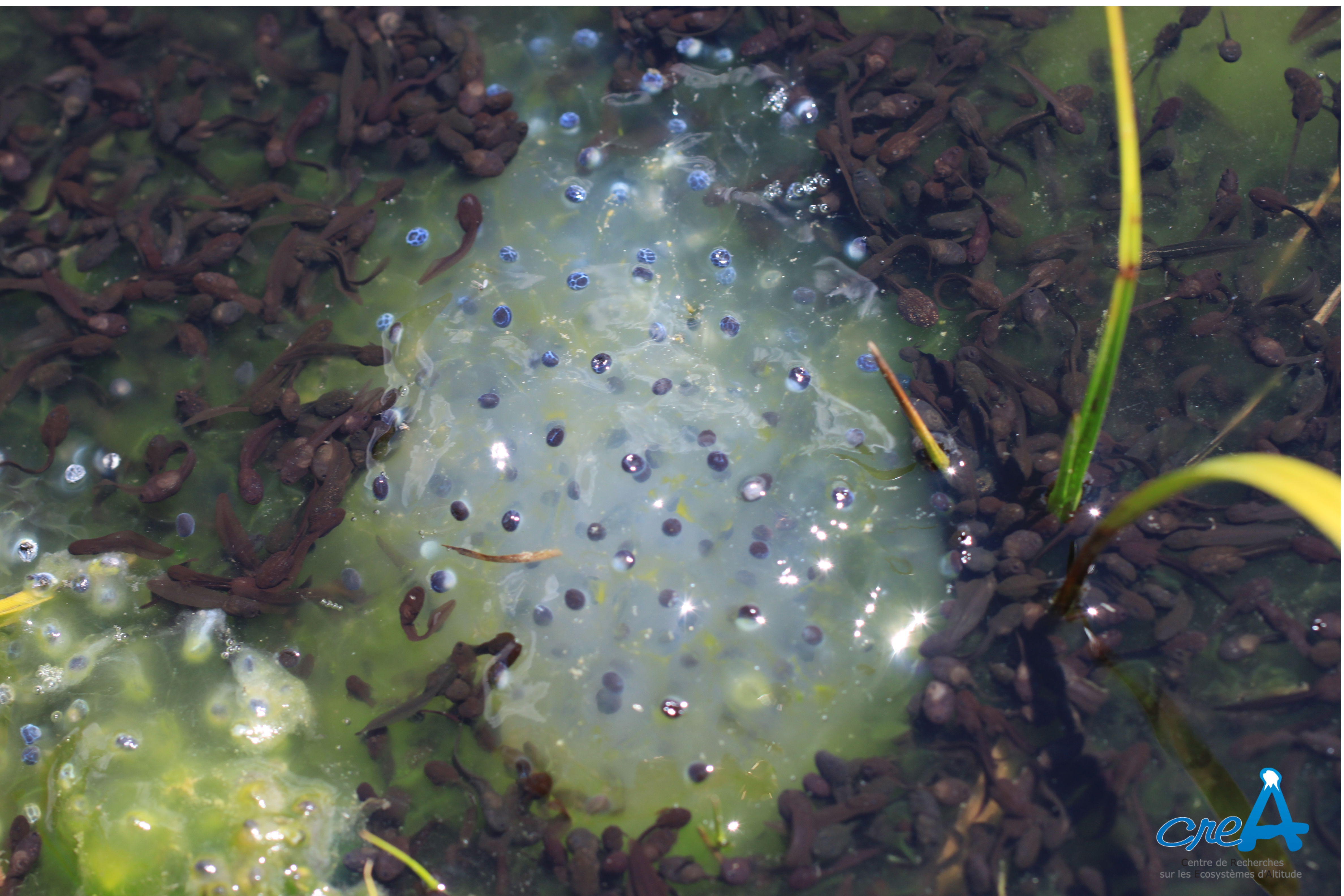
Stade 1(œufs) et 2(têtards) de la croissance de la Grenouille rousse

Les 14 et 15 juin 2012 ont été organisés les premiers Rendez-vous du CREA. Ces deux journées, ouvertes au grand public, ont réuni des chercheurs venus d'Orléans, Montpellier, Avignon mais aussi de Suisse et d'Italie venus présenter leurs travaux et discuter autour d'une table ronde du changement climatique et de la biodiversité en milieu montagnard. Une journée de terrain sur les hauteurs de Vallorcine a été  réalisée le lendemain, présentant une partie des différents suivis (faune et flore) de l'association : croissance des Grenouilles rousses, Mésanges noires, ou encore suivi de la flore alpestre. La chaîne TV8 Mont-Blanc a d'ailleurs suivi les participants tout au long de cette journée de terrain afin de tourner un reportage sur les Rendez-vous du CREA pour le JT du 15 juin 2012. Un compte rendu écrit de ces rendez-vous est disponible en ligne.